# Tesław

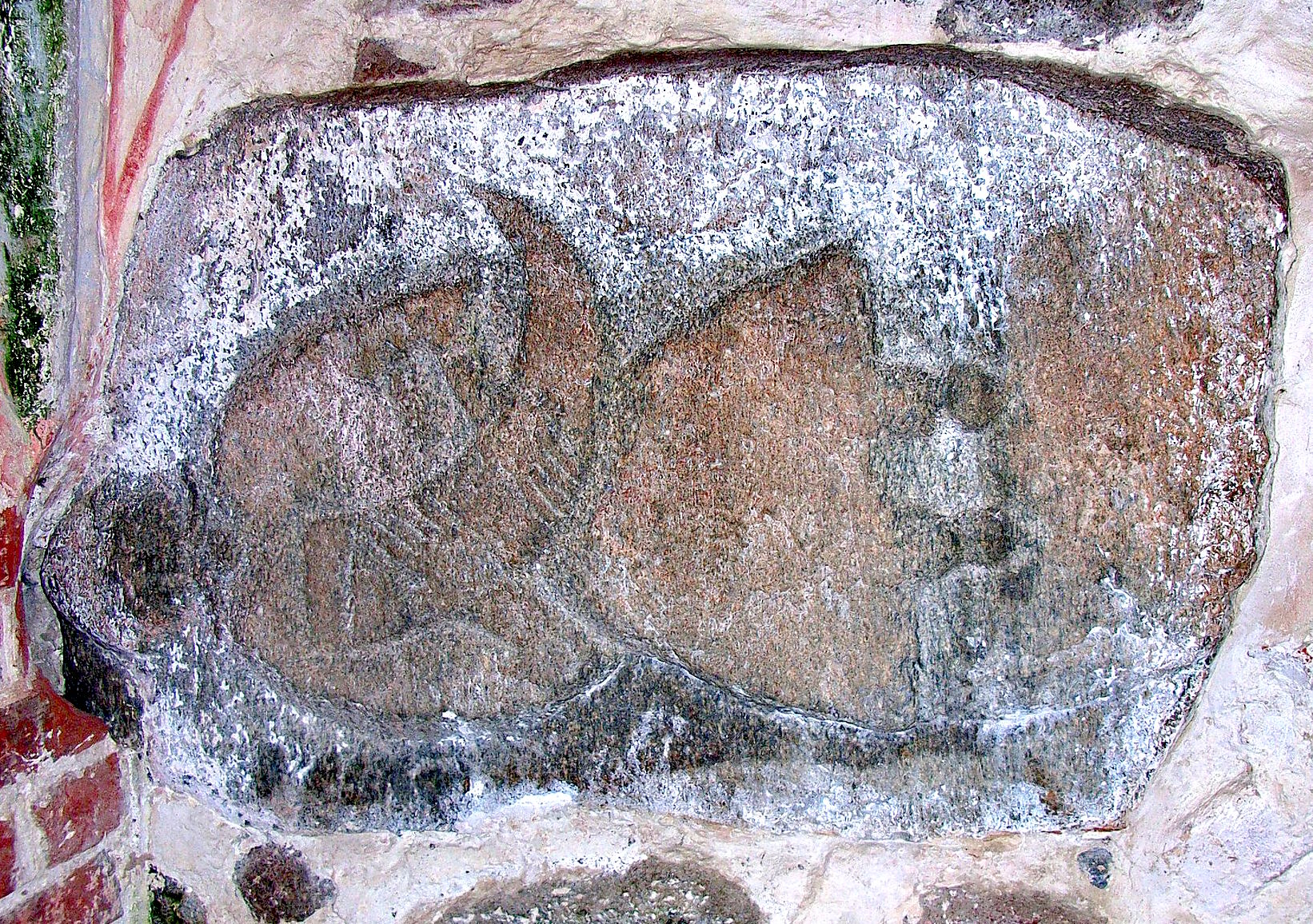
Domniemany nagrobek Tesława w Altenkirchen na Rugii

Tesław (Ciesław) (ur. przed 1163 r.; zm. między 1170 a 1181 r.) – książę rugijski.

## Życiorys
Według pomorskiego kronikarza Tomasza Kantzowa jego ojcem był Racław rugijski (1105–1141). Rządził wraz z bratem Jaromarem I. W 1168 r. wraz z bratem złożył hołd królowi duńskiemu Waldemarowi I Wielkiemu i zobowiązał się przyjąć chrzest. Tesław jest po raz ostatni wzmiankowany w 1170 r. W 1181 r. Jaromar I jest wymieniany jako jedyny władca Rugii. Tesław miał syna Dubisława.
W północnej kaplicy przy prezbiterium kościoła w Altenkirchen na północy Rugii znajduje się tzw. kamień Świętowita (niem. Svantevit Stein), który jest uważany za nagrobek Tesława lub według innej interpretacji słowiańskiego kapłana. Jest on bardzo podobny do zabytku z Bergen, który uchodzi za nagrobek Jaromara I. Jest od niego znacznie lepiej zachowany zapewne z powodu wmurowania go wewnątrz świątyni.

## Literatura
- Joachim Wächter: Das Fürstentum Rügen − Ein Überblick. In: Beiträge zur Geschichte Vorpommerns: die Demminer Kolloquien 1985–1994. Thomas Helms Verlag, Schwerin 1997, ISBN 3-931185-11-7.